# Meserete-Kristos-Kirche
Die Meserete Kristos Kirche (Christus ist die Grundlage Kirche) ist eine mennonitische Kirche in Äthiopien.

## Gründung und Aufbauphase bis 1974
Sie entstand nach der Vertreibung der Italiener aus Äthiopien kurz nach Ende des Zweiten Weltkriegs. Auf Einladung von Kaiser Haile Selassie kamen damals verschiedene protestantische Hilfswerke ins Land, um die Not zu lindern. So auch das Mennonite Relief Committee der Mennoniten aus den Vereinigten Staaten. Die Mitglieder des Komitees verteilten zuerst Kleider und Lebensmittel – später bauten sie dann ein Krankenhaus mit Arzt und Schwestern auf. Auf Wunsch der Organisation bekamen sie im Jahre 1948 ein Missionsfeld zugewiesen. Sie wurden angewiesen, keine Mitglieder der Äthiopisch-Orthodoxen Kirche zu missionieren. Im Jahr 1951 tauften die Missionare die ersten zehn Gläubigen. Der offizielle Gründungskongress der Kirche fand 1959 statt. Im Jahr 1973 umfasste sie dann neun Gemeinden mit 819 getauften Mitgliedern und 2000 Anhängern. Die MKK unterhielt damals zehn Schulen, eine Blindenschule und eine Bibelakademie (die Dresser Bible School), welche auch Ärzte und Pflegepersonal ausbildete.

## Kommunistische Zeit
In der Ära nach dem Sturz von Kaiser Haile Selassie wurden die meisten kirchlichen Einrichtungen zwangsverstaatlicht. Um die kleine Kirche zu zerstören, wurden ihre Führer verhaftet. Da die MKK aber immer auch Prediger und Missionare ausgebildet hatte, überlebte sie die Schikanen seitens der Behörden. Sie wuchs sogar schnell. Statt wie 1973 2.000 hatte sie 1991 bereits 50.000 Anhänger in 83 Gemeinden. Im Jahre 1983 war im Untergrund in Addis Abeba eine Schule zur Predigerausbildung geschaffen worden.

## Von 1991 bis heute
Die MKK ist eine der schnellst wachsenden Kirchen in Äthiopien. Im Januar 1994 wurde in Addis Abeba das Meserete Kristos College gegründet. Im August 2002 hatte die Glaubensgemeinschaft 275 Kirchgemeinden, 584 Missionsstationen, 98.025 getaufte Mitglieder und doppelt so viele Anhänger. Nur ein Jahr später wurde die MKK zur weltweit größten Kirche innerhalb der Mennonitischen Weltkonferenz mit 120.160 Mitgliedern und 250.000 Gottesdienstbesuchern. Sie überholte so ihre frühere Mutterkirche, die Mennonite Church USA. Zwischen 2000 und 2015 bestand eine Kirchenpartnerschaft der MKK mit der Arbeitsgemeinschaft Mennonitischer Gemeinden in Deutschland.